# 嵐山城
嵐山城（あらしやまじょう）は、山城国葛野郡（京都府京都市西京区）の嵐山山頂にあった日本の城。約500年前頃の戦国時代に造られた典型的かつ大規模な山城のひとつで、当時は嵯峨城とも呼ばれた。
西京区内で存在が確認されている十数か所の城郭址のうちの一つで、なかでも峰ヶ堂（みねがどう）城と共に比較的規模が大きなものとされる。幅100メートルもの曲輪があり、三か所の堀切に工夫を凝らした特徴がみられる。丹波へと続く山並みを背に、渡月橋を見下ろす尾根筋に立地し、嵐山や松尾のみならず、京都の中心部が遠望できる。
城址は京都一周トレイルの西山コースを外れた位置にある。分岐道が多く、訪れるには注意が必要。法輪寺、岩田山（モンキーパーク）、大悲閣からのルートはすでに閉鎖されているか、あるいは痕跡がなくなっている。

## 歴史
応仁の乱の頃に築かれ、永正年間に山城国の守護代官・香西元長が本格的に使用したといわれる。
臨時の年貢取り立てに応じなかった村々を焼き払った香西元長は、上官である室町幕府の管領・細川政元から咎めを受けた際、嵐山城に逃げ込んだという。
2年後の永正4年（1507年）、細川政元の後継をめぐる家督争い（永正の錯乱）の際、政元の謀殺を知って一時近江に逃れた三好之長らの軍勢（細川澄元擁立派）の京都入りに備えて、対する細川澄之擁立派が嵐山城で籠城の準備を始めている。2か月後、香西元長は西岡部落の人々（西岡衆）から攻撃をうけるなどして討ち死にし、これ以後嵐山城は史料上には現れないが、政元の後継とされる細川晴元（澄元の子、永正11年生まれ）らによって使われた可能性が指摘されている。

### 蔵王神社城跡
嵐山山頂から桂川までの山腹、標高120メートルの尾根上に平坦面を削り出した城跡が確認されており、嵐山城の出城かとも推定されている。

## 所在跡地
京都府京都市西京区嵐山元禄山町